# Myszki (Grande-Pologne)
Pour les articles homonymes, voir Myszki.
Myszki (prononciation : [ˈmɨʂki]) est un village polonais de la gmina de Kiszkowo dans le powiat de Gniezno de la voïvodie de Grande-Pologne dans le centre-ouest de la Pologne.
Il se situe à environ 6 kilomètres à l'est de Kiszkowo (siège de la gmina), à 20 kilomètres à l'ouest de Gniezno (siège du powiat) et à 36 kilomètres au nord-est de Poznań (capitale régionale).
Le village possédait une population de 122 habitants en 2013.

## Histoire
De 1975 à 1998, le village faisait partie du territoire de la voïvodie de Poznań.

Depuis 1999, Myszki est situé dans la voïvodie de Grande-Pologne.